# Resolutie 1810 Veiligheidsraad Verenigde Naties
Resolutie 1810 van de Veiligheidsraad van de Verenigde Naties werd unaniem door de VN-Veiligheidsraad aangenomen op 25 april 2008 en verlengde het 1540-comité, opgericht in resolutie 1540, met 3 jaar.

## Inhoud

### Waarnemingen
De proliferatie van kernwapens, chemische wapens en biowapens en de middelen om ze af te vuren vormden een bedreiging van de internationale vrede en veiligheid. De voorkoming hiervan mocht internationale samenwerking in de ontwikkeling van materialen, uitrusting en technologie met vreedzame doeleinden niet in de weg staan.
Niet alle landen hadden het rapport dat met resolutie 1540 uit 2004 gevraagd was aan het 1540-Comité geleverd. De uitvoering van die resolutie was een werk van lange adam dat samenwerking op alle niveaus vroeg. Er werden wel inspanningen geleverd, zoals de voorkoming van de financiering van proliferatie-activiteiten.

### Handelingen
De beslissingen in en vereisten van resolutie 1540 werden herhaald. Ook werden landen die het gevraagde rapport niet hadden ingediend gevraagd dit onverwijld te doen. Alle landen werden verder op vrijwillige basis gevraagd een actieplan voor te bereiden met hun prioriteiten en plannen om resolutie 1540 uit te voeren. Landen die hulp nodig hadden werden aangemoedigd deze aan het comité te vragen.
De Veiligheidsraad verlengde het mandaat van het 1540-Comité met 3 jaar, tot 25 april 2011. Ook werd beslist dat het comité vanaf nu elke januari een jaarprogramma moest indienen. Ten slotte moest het tegen 24 april 2011 een rapport indienen over de uitvoering van resolutie 1540.

## Verwante resoluties
- Resolutie 1747 Veiligheidsraad Verenigde Naties (2007)
- Resolutie 1803 Veiligheidsraad Verenigde Naties
- Resolutie 1835 Veiligheidsraad Verenigde Naties
- Resolutie 1874 Veiligheidsraad Verenigde Naties (2009)

Lijst ·  1795 ·  1796 ·  1797 ·  1798 ·  1799 ·  1800 ·  1801 ·  1802 ·  1803 ·  1804 ·  1805 ·  1806 ·  1807 ·  1808 ·  1809 ·  1810 ·  1811 ·  1812 ·  1813 ·  1814 ·  1815 ·  1816 ·  1817 ·  1818 ·  1819 ·  1820 ·  1821 ·  1822 ·  1823 ·  1824 ·  1825 ·  1826 ·  1827 ·  1828 ·  1829 ·  1830 ·  1831 ·  1832 ·  1833 ·  1834 ·  1835 ·  1836 ·  1837 ·  1838 ·  1839 ·  1840 ·  1841 ·  1842 ·  1843 ·  1844 ·  1845 ·  1846 ·  1847 ·  1848 ·  1849 ·  1850 ·  1851 ·  1852 ·  1853 ·  1854 ·  1855 ·  1856 ·  1857 ·  1858 ·  1859